# Tursas (sjö i Kuusamo, Norra Österbotten, Finland)
Tursas eller Tursaanjärvi är en sjö i Finland. Den ligger i kommunen Kuusamo i landskapet Norra Österbotten, i den nordöstra delen av landet, 700 km norr om huvudstaden Helsingfors. Tursaanjärvi ligger 261,3 meter över havet. Arean är 41,6 hektar och strandlinjen är 6,64 kilometer lång. Sjön  ingår i Ijo älvs huvudavrinningsområde. 